# 亞龍灣高爾夫球會
亚龙湾高尔夫球会，位於中國海南省三亞市亞龍灣國家旅遊度假區，2000年建立，由羅伯特·瓊斯設計，佔地面積68公頃，屬林克斯型的海邊高爾夫球場，自2010年開始每年都是三亞女子公開賽的舉辦場地。2019年獲《高爾夫大師》評為中國十佳高爾夫度假村之一。

## 荣誉
- 2016-17亚洲百佳高尔夫球场[9]
- [10]
- 2011高尔夫度假杂志年度评选大奖—中国三十佳必打球场[11]
- 2009年《福布斯》中文版“中国大陆最贵高尔夫球会调查”名列第五位，顶级个人会员价格80万元[12]